# Daltonia forsythii
Daltonia forsythii là một loài rêu trong họ Daltoniaceae. Loài này được Broth. ex Cardot mô tả khoa học đầu tiên năm 1915.